# 安田美和
安田 美和（やすだ みわ、1977年12月6日 - ）は、日本の女性声優。兵庫県出身。

## 人物
青二塾大阪校第14期生卒業。
2013年8月まで青二プロダクションに所属していた。
特技は大阪弁。

## 出演
太字はメインキャラクター。

### テレビアニメ
2000年
- 妖しのセレス（看護婦、子供、アナウンス、子供の雄飛）
- ヴァンドレッド（レジガールズB、レジクルー、レジガールズ2）
- ゲートキーパーズ（受付のお姉さん、女子A）
- ∀ガンダム（侍女B）
- HAND MAID メイ（イカリヤ）
- ブギーポップは笑わない Boogiepop Phantom（小島茜）
- BLUE GENDER（アリシア・ウィッスル）

2002年
- Kanon（相沢祐一〈少年時代〉、栞の母）
- プリンセスチュチュ（子供、演劇部員、女子生徒）

2004年
- 学園アリス（乃木流架）

2005年
- ガイキング LEGEND OF DAIKU-MARYU（女教師）
- 機動新撰組 萌えよ剣 TV（青龍）

2006年
- Kanon（京都アニメーション版）（相沢祐一〈10歳〉）
- 出ましたっ!パワパフガールズZ（ボールで遊ぶ子供）
- 貧乏姉妹物語（看護師）

2007年
- 鉄子の旅（つばさ）
- 祝!(ハピ☆ラキ)ビックリマン（お助けさん）

2008年
- ねぎぼうずのあさたろう（妹）

2011年
- ドラえもん（テレビ朝日版第2期）（女子）

### OVA
1999年
- メルティランサー The Animation（声、アナウンス）

2003年
- 機動新撰組 萌えよ剣（青龍）
- HAND MAID マイ（イカリヤ）

### Webアニメ
2010年
- Starry☆Sky（水嶋郁〈幼少期〉）

### ゲーム
1998年
- 封神演義（白鶴童子）

1999年
- フェイバリットディア（ティア・ターンゲリ）

2001年
- 逮捕しちゃうぞ（男の子）
- Love Songs アイドルがクラスメ〜ト（桜井美奈子）

2002年
- 機動新撰組 萌えよ剣（青龍）
- リーヴェルファンタジア〜マリエルと妖精物語〜（スージー、デイジー）

2004年
- KOF MAXIMUM IMPACT（ミニョン・ベアール）

2006年
- 学園アリス〜きらきら★メモリーキッス（乃木流架）
- KOF MAXIMUM IMPACT 2（ミニョン・ベアール）
- 天外魔境 ZIRIA〜遥かなるジパング〜
- レッスルエンジェルス サバイバー（ジュリア・カーチス、ユン・メイファ、エミリー・ネルソン）

2007年
- KOF MAXIMUM IMPACT REGULATION "A"（ミニョン・ベアール）
- BLADESTORM 百年戦争（イアマール）
- Wonderland ONLINE（鶴子）

2008年
- ルーンファクトリー2（アリシア、ターニャ）
- レッスルエンジェルス サバイバー2（ユン・メイファ、エミリー・ネルソン）

2009年
- 龍が如く3

2010年
- アルトネリコ3 世界終焉の引鉄は少女の詩が弾く
- ケロロRPG 騎士と武者と伝説の海賊

2012年
- 新・剣と魔法と学園モノ。刻の学園

### 吹き替え
- ブローン・アウェイ/復讐の序曲
- アメリカン・ビューティー

### ドラマCD
2001年
- テイルズ オブ ファンタジア なりきりダンジョン -太陽の章-（マリリン）
- ドラマCD テイルズ オブ エターニア（子供レイス）

2004年
- ブラックマトリクス ダブルオー〜慟哭の爪痕〜（セフ / セファー・オーヴィス）

2006年
- 学園アリス シリーズ（乃木流架）
  - 学園アリス ラブ☆ポーション注意報
  - 学園アリス 物忘れ☆マシーン
  - 学園アリス チョコレート☆ホリック
  - ドキドキ☆ドラマCD 「学園アリス」※『花とゆめ』2008年18・19号全員サービス

2007年
- ドラゴンシャドウスペル ドラマCD Vol.1〜古城の狼の詩 前編（ルーシー）